# Ptolemeusz II (hrabia Tusculum)
Ptolemeusz II, także Bartolometusz (zm. 25 lutego 1153) – hrabia Tusculum i konsul rzymski

## Życiorys
Był synem i następcą Ptolemeusza I. Po raz pierwszy pojawił się na scenie politycznej średniowiecznego Rzymu, gdy jego ojciec złożył hołd cesarzowi Henrykowi V w 1117 roku. Henryk potwierdził także zakres jego władzy do obszaru, jakim rządził dziadek hrabiego, Grzegorz III. W 1137 roku, kiedy Lotar II wracał z południowej Italii do domu, Ptolemeusz spotkał się z nim w Tivoli. Lotar nadał mu wówczas tytuł konsula rzymskiego, a w zamian za to, Ptolemeusz oddał mu swojego syna, Raino, jako dowód lojalności. W początkach 1149 roku hrabia, gościł u siebie papieża Eugeniusza III zmierzającego do Viterbo. W tym samym czasie znalazł się tam również francuski król, Ludwik VII Młody, powracający z II krucjaty.
Był spokrewniony w linii prostej z rodami Juliuszy i Oktawiuszy. Jego pierwszą żoną, w 1117 roku, została nieślubna córka Henryka V, Berta, z którą miał trzech synów: Jana, Raino (Reginulfa) i Jordanisa. Po jej śmierci, ożenił się ponownie, z córką Piotra Leoni.